# John Hammersley
John Michael Hammersley (21 mars 1920 - 2 mai 2004)   est un mathématicien britannique surtout connu pour ses travaux fondateurs sur la théorie des marches auto-évitantes et la théorie de la percolation.

## Formation
Hammersley naît à Helensburgh dans le Dunbartonshire et fait ses études à l'école Sedbergh. Il commence à étudier les mathématiques à l'Emmanuel College de Cambridge, mais est appelé à rejoindre la Royal Artillery en 1941. Pendant son temps dans l'armée, il travaille sur la balistique. Il est diplômé en mathématiques en 1948. Il obtient à titre honorifique un ScD de l'université de Cambridge et un DSc de l'université d'Oxford en 1959.

## Carrière académique

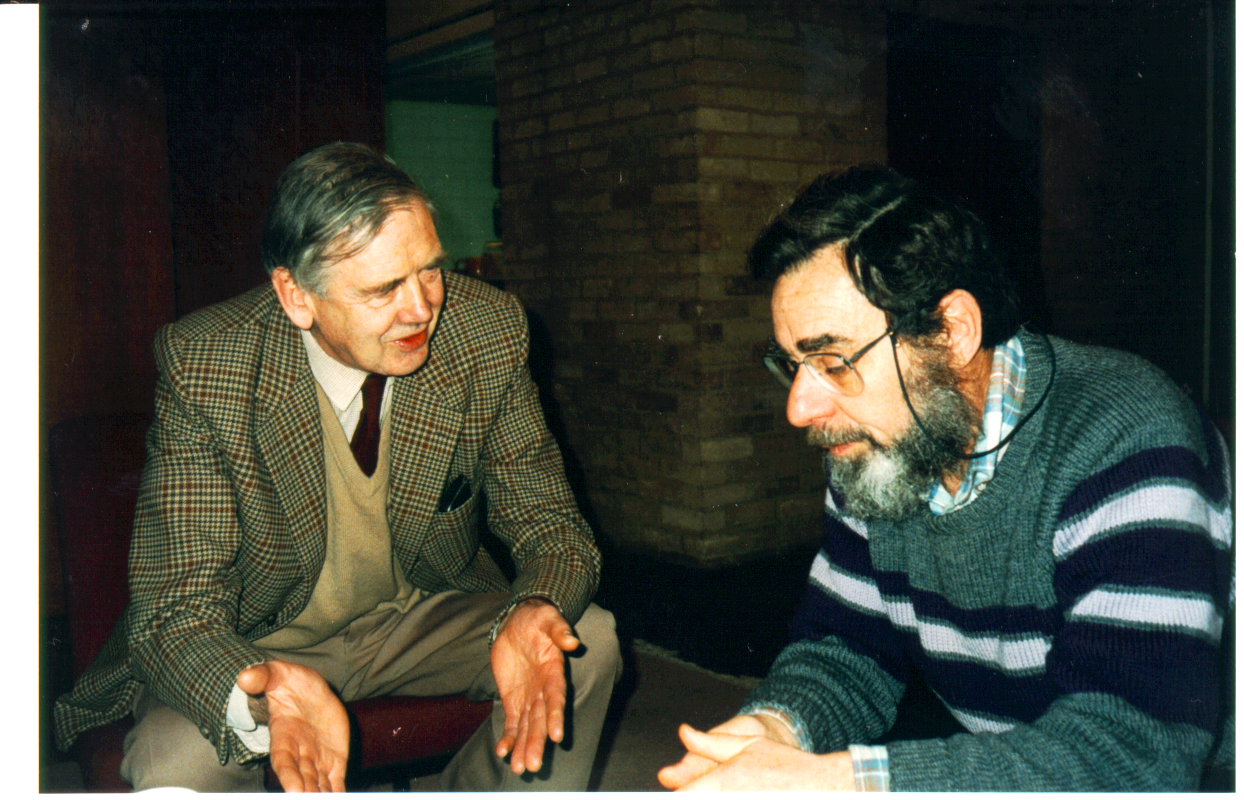
John Hammersley (à gauche) avec Harry Kesten à l'Institut de mathématiques de l'Université d'Oxford, 1993

Avec Jillian Beardwood (en) et J.H. Halton, Hammersley est connu pour le théorème de Beardwood-Halton-Hammersley. Publié par la Cambridge Philosophical Society dans un article de 1959 intitulé "The Shortest Path Through Many Points", le théorème fournit une solution pratique au problème du voyageur de commerce.
Il publie en 1964 Monte Carlo Methods avec David Handscomb. Il est connu pour avoir conçu une première solution au Problème du sofa en 1968.
Il est un partisan de la résolution de problèmes et un adversaire de l'abstraction en mathématiques, prenant part au débat sur les Mathématiques modernes.
Il est fellow puis professeur du Trinity College d'Oxford à partir de 1961, lecteur en statistiques mathématiques à l'Université d'Oxford à partir de 1969. Il est élu membre de la Royal Society (FRS) en 1976.